# Obereopsis antenigra
Obereopsis antenigra är en skalbaggsart som beskrevs av Stefan von Breuning 1963. Obereopsis antenigra ingår i släktet Obereopsis och familjen långhorningar. Inga underarter finns listade i Catalogue of Life.